# Daphnusa ocellaris
Daphnusa ocellaris is een vlinder uit de familie van de pijlstaarten (Sphingidae). De wetenschappelijke naam van de soort werd in 1856 gepubliceerd door Francis Walker.

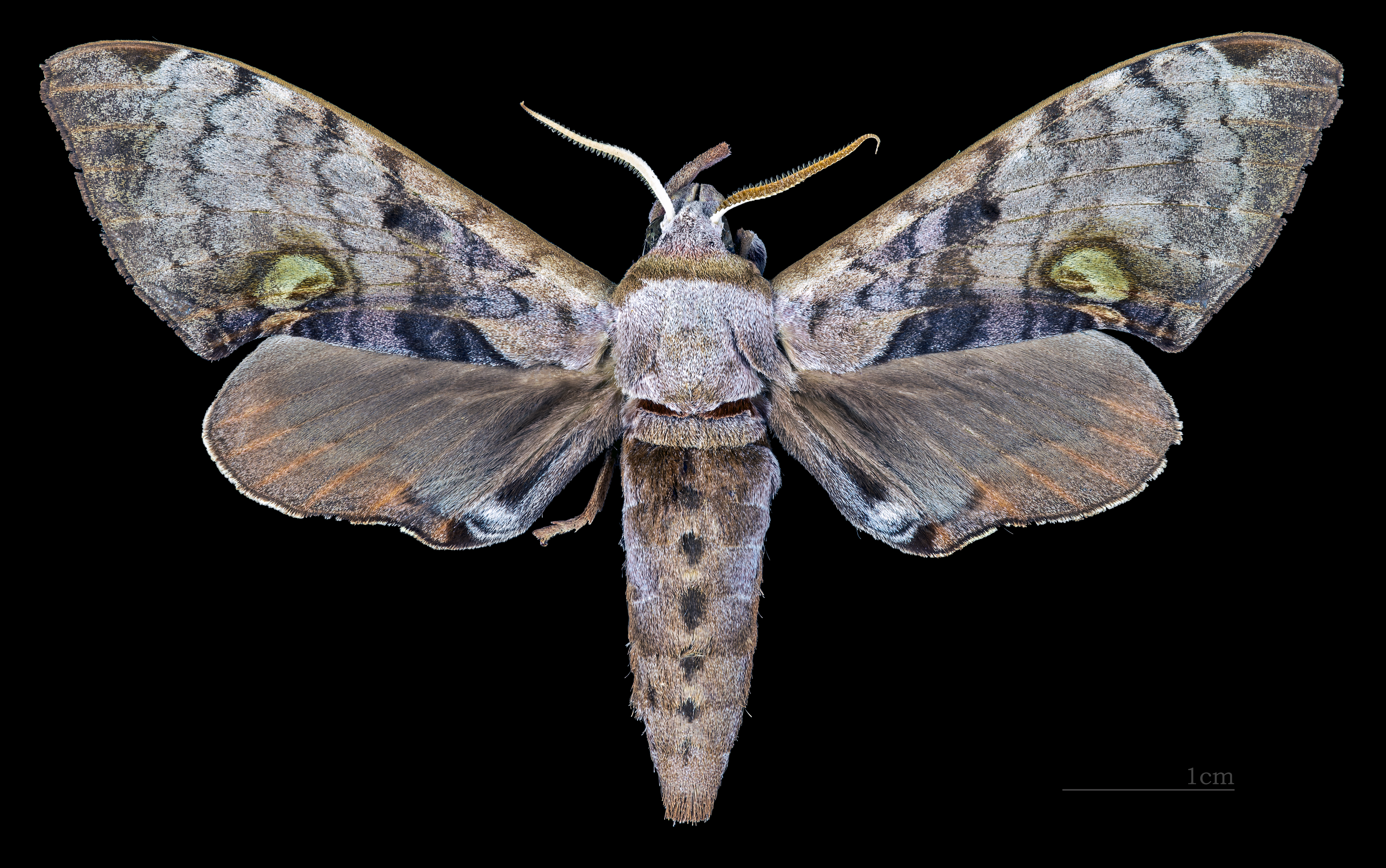
♂
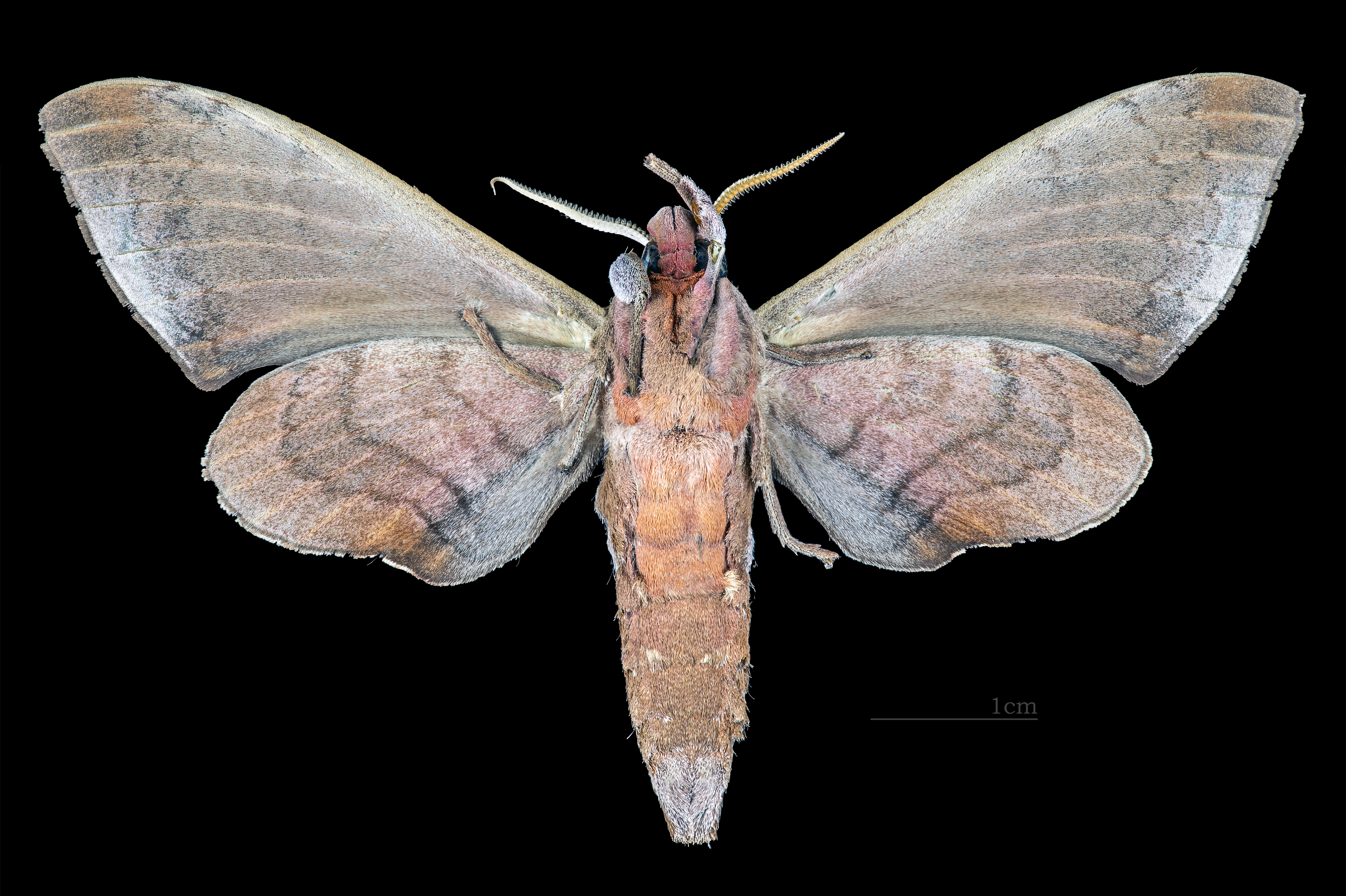
♂ △
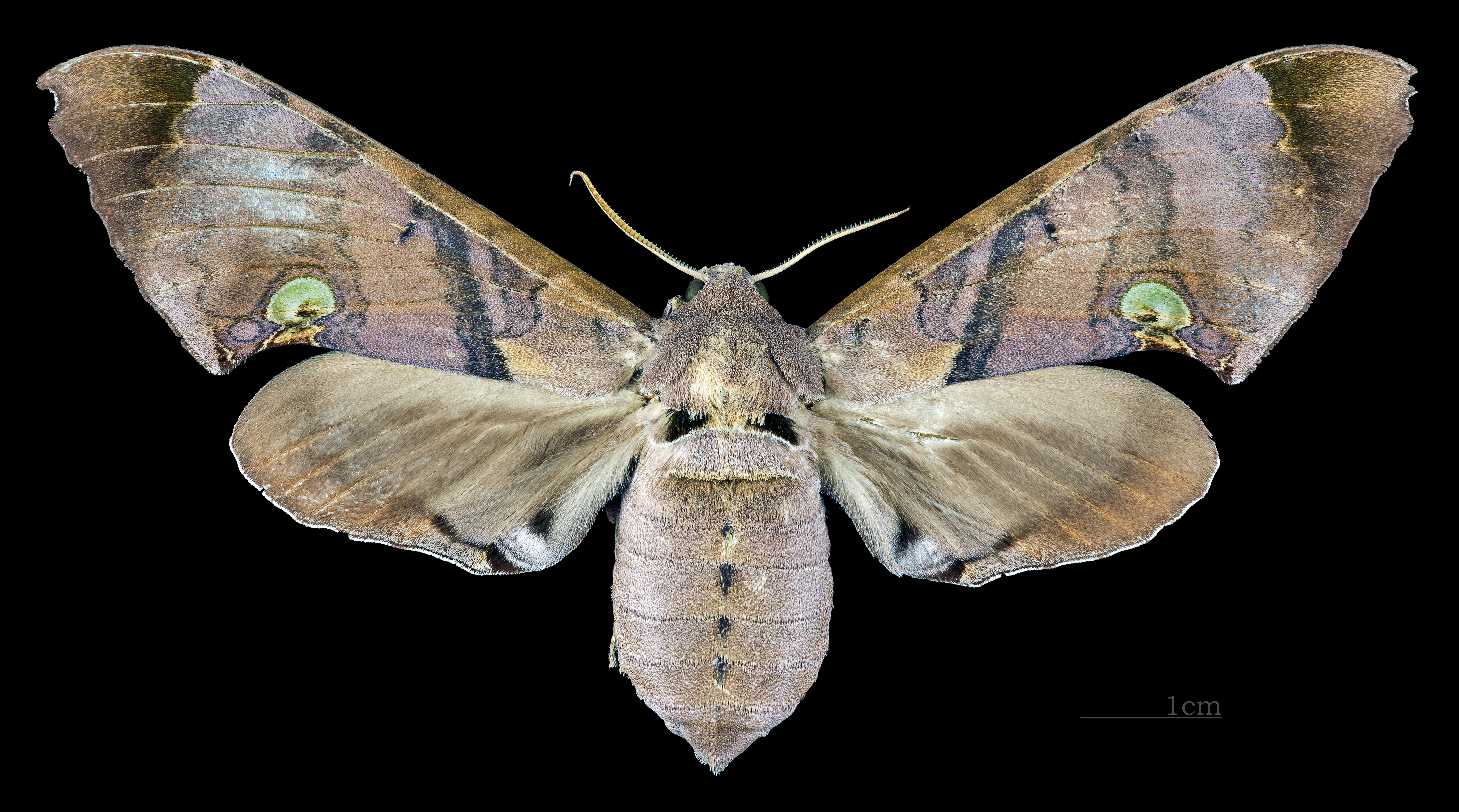
♀
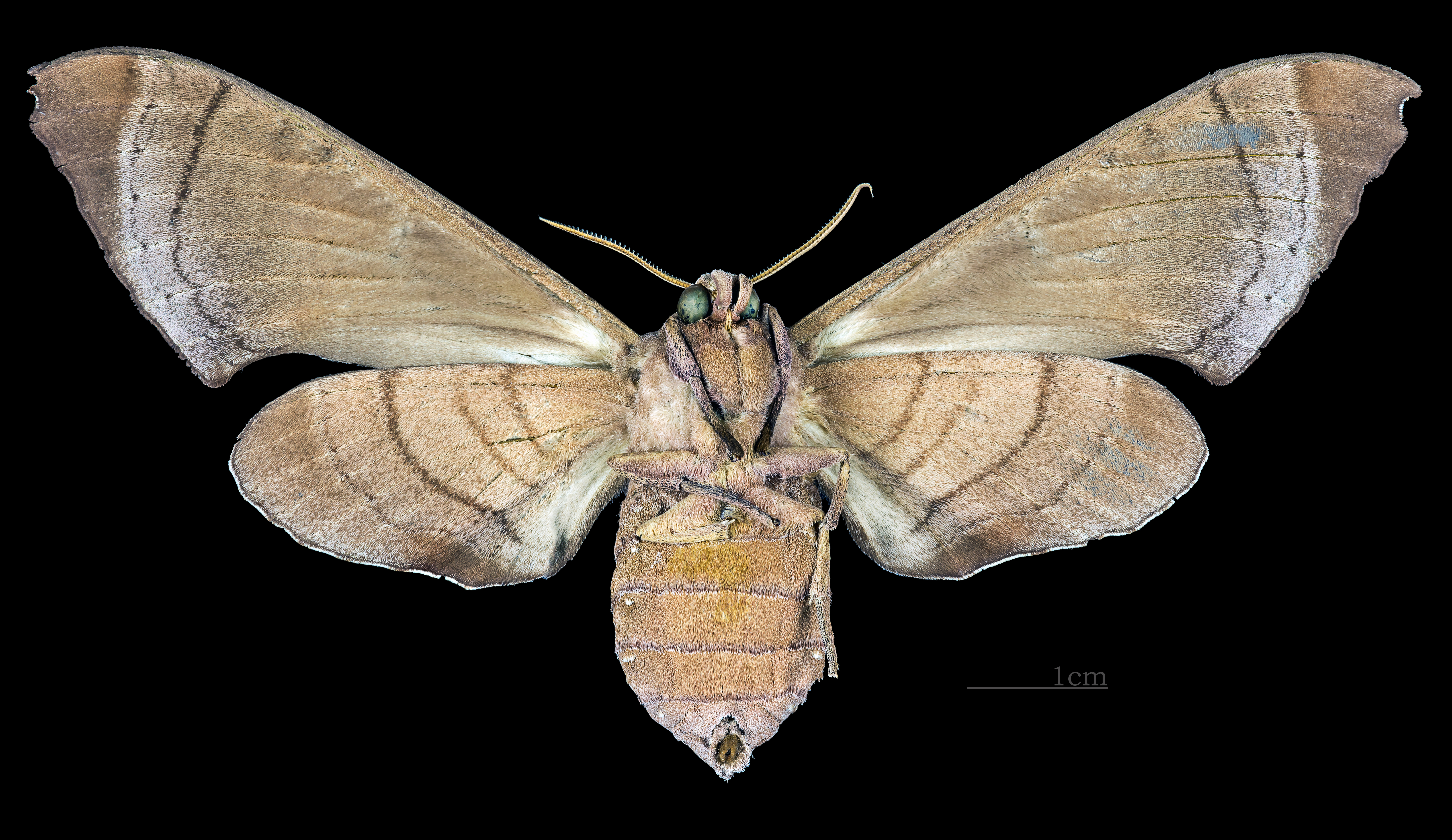
♀ △